# 葵青コンテナターミナル

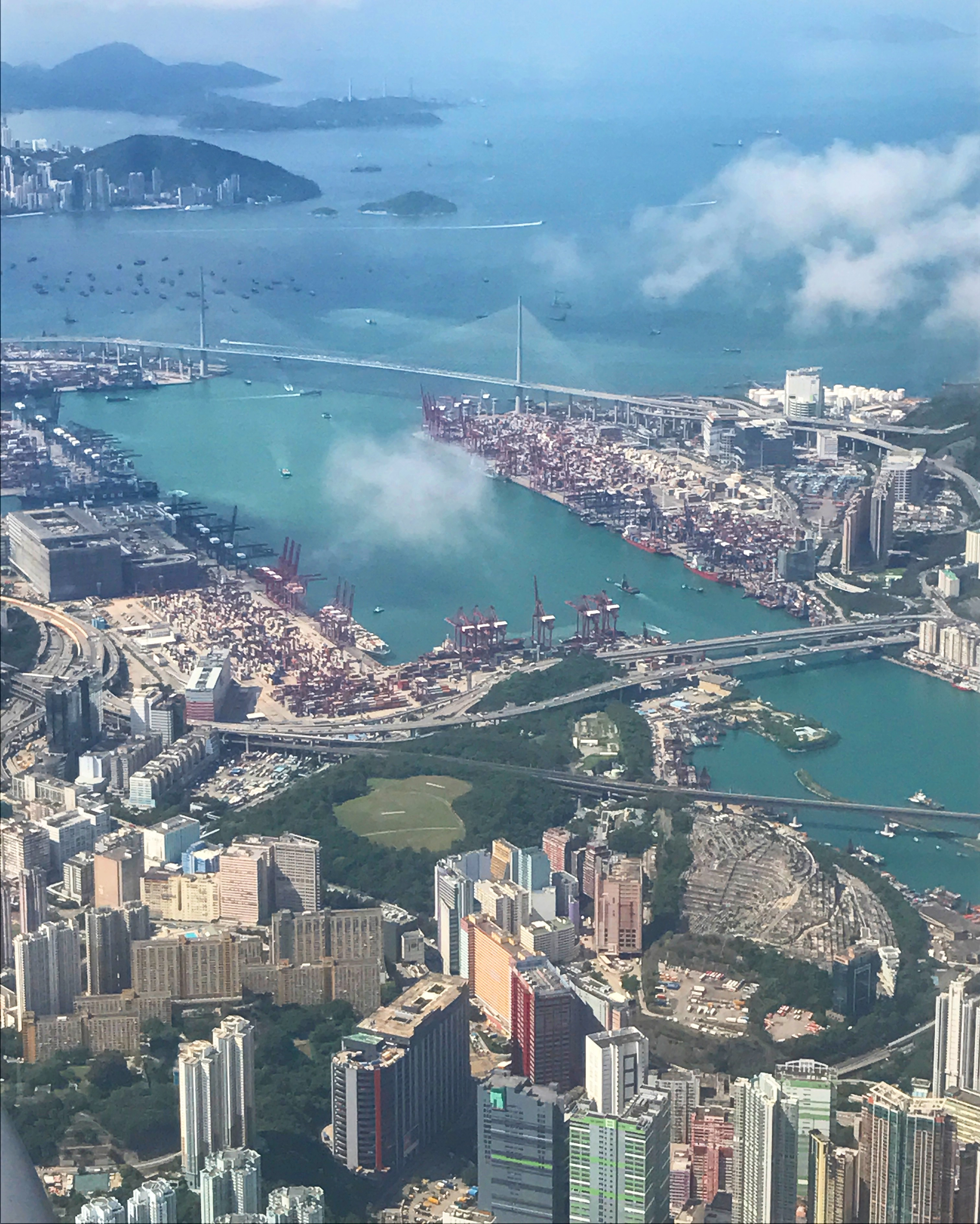
上空から葵青コンテナターミナルを眺める

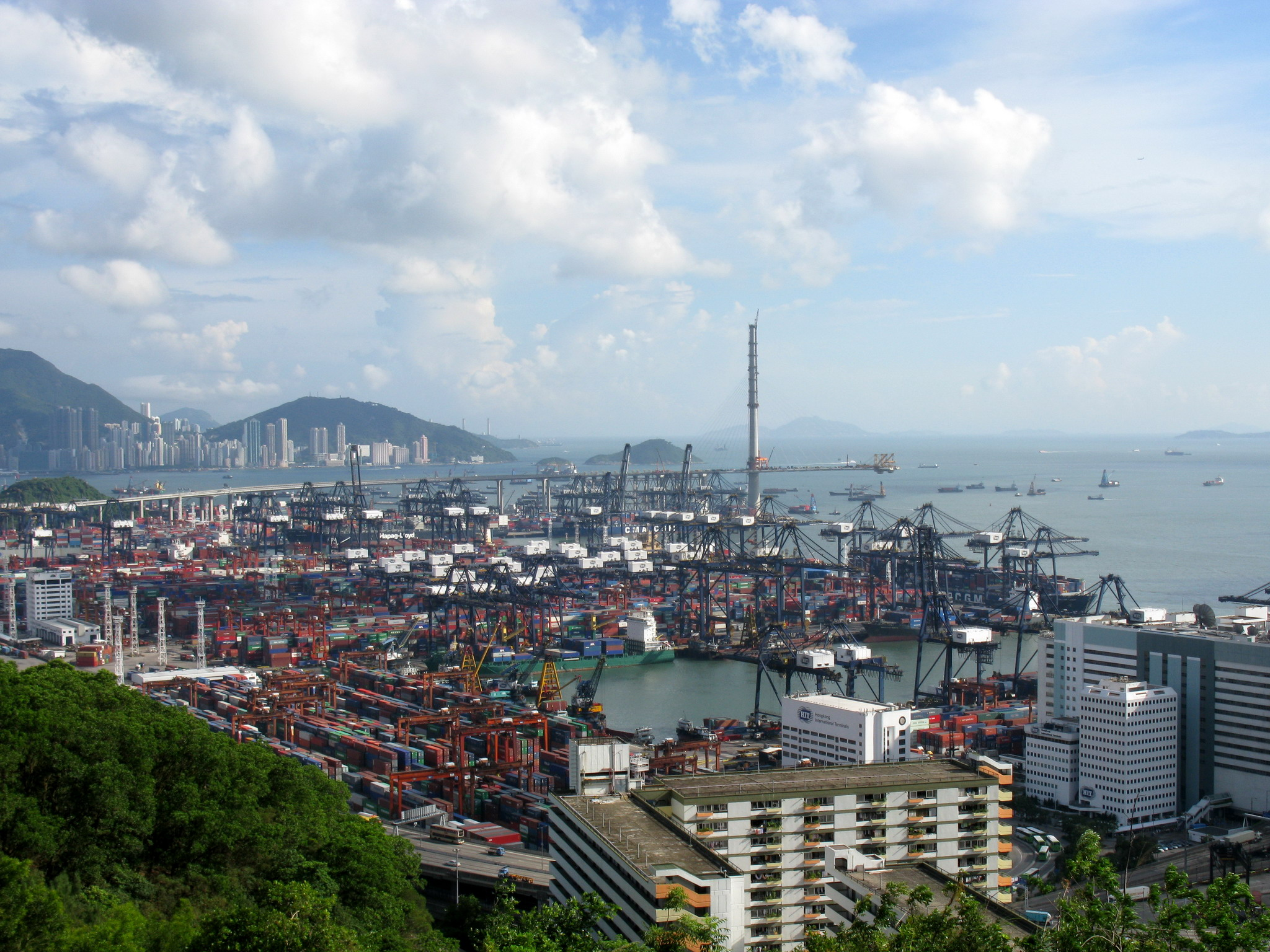
茘景から上葵青コンテナターミナルを眺める

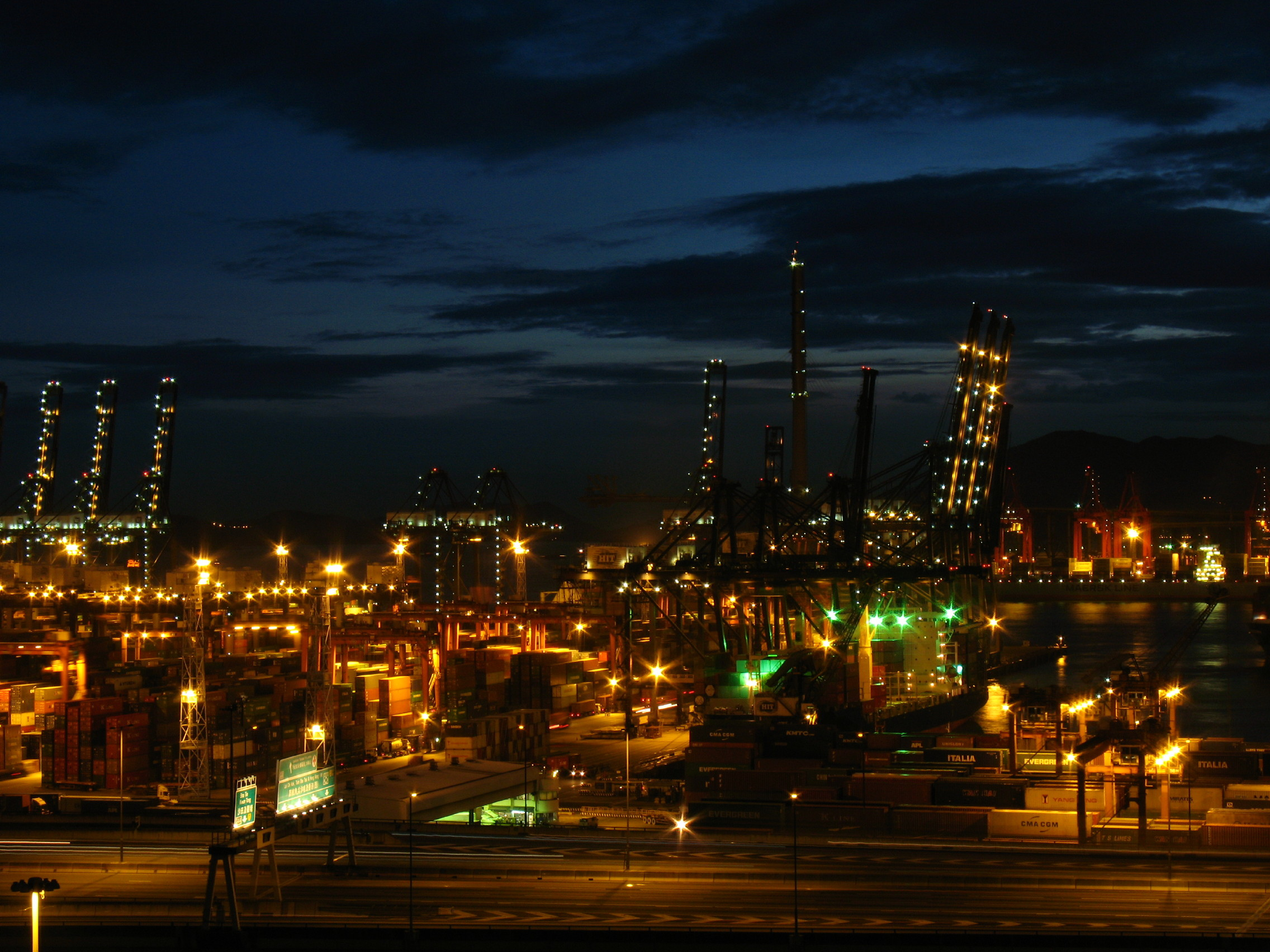
夜の葵青コンテナターミナル

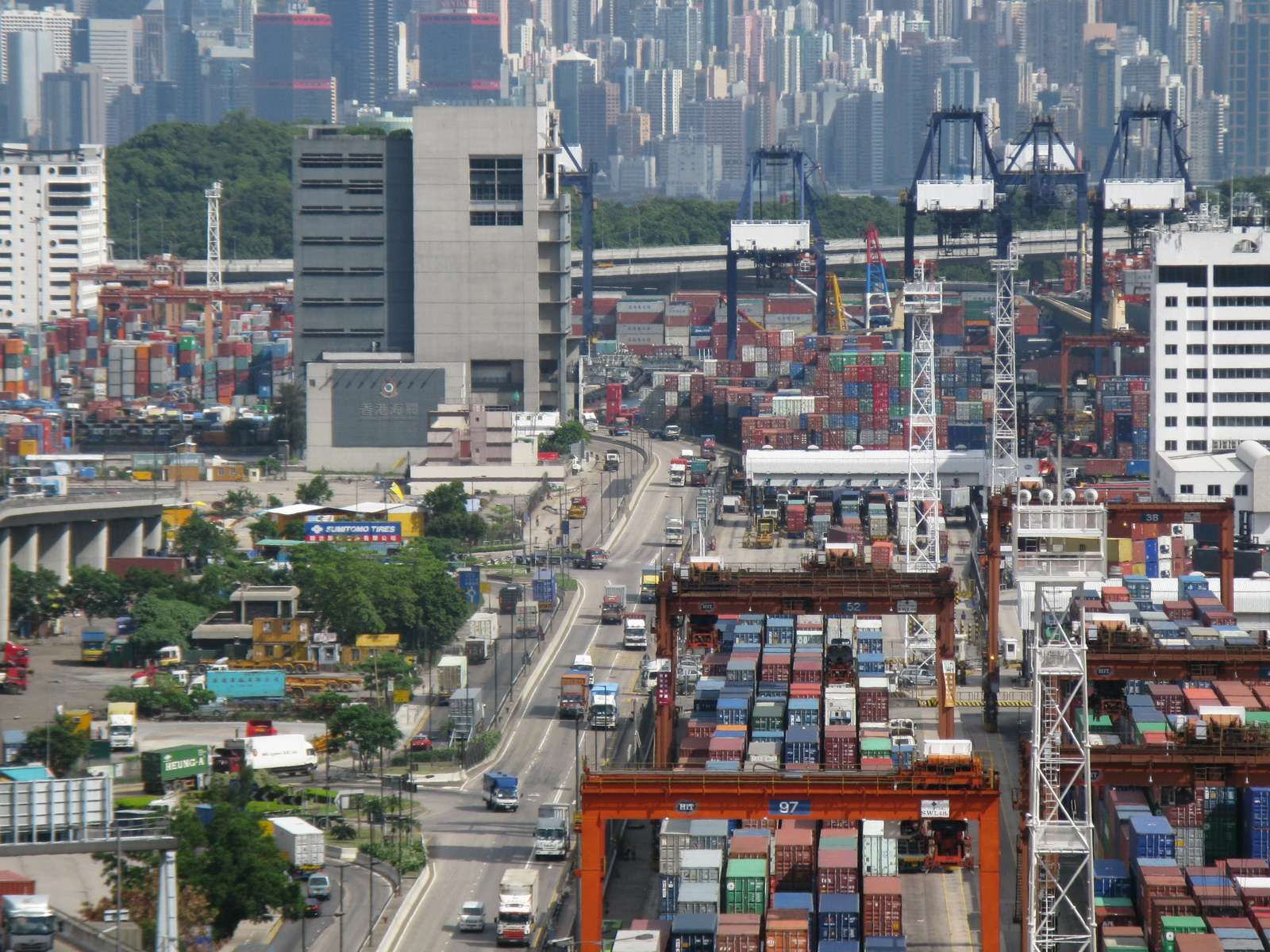
貨櫃碼頭南路の周り

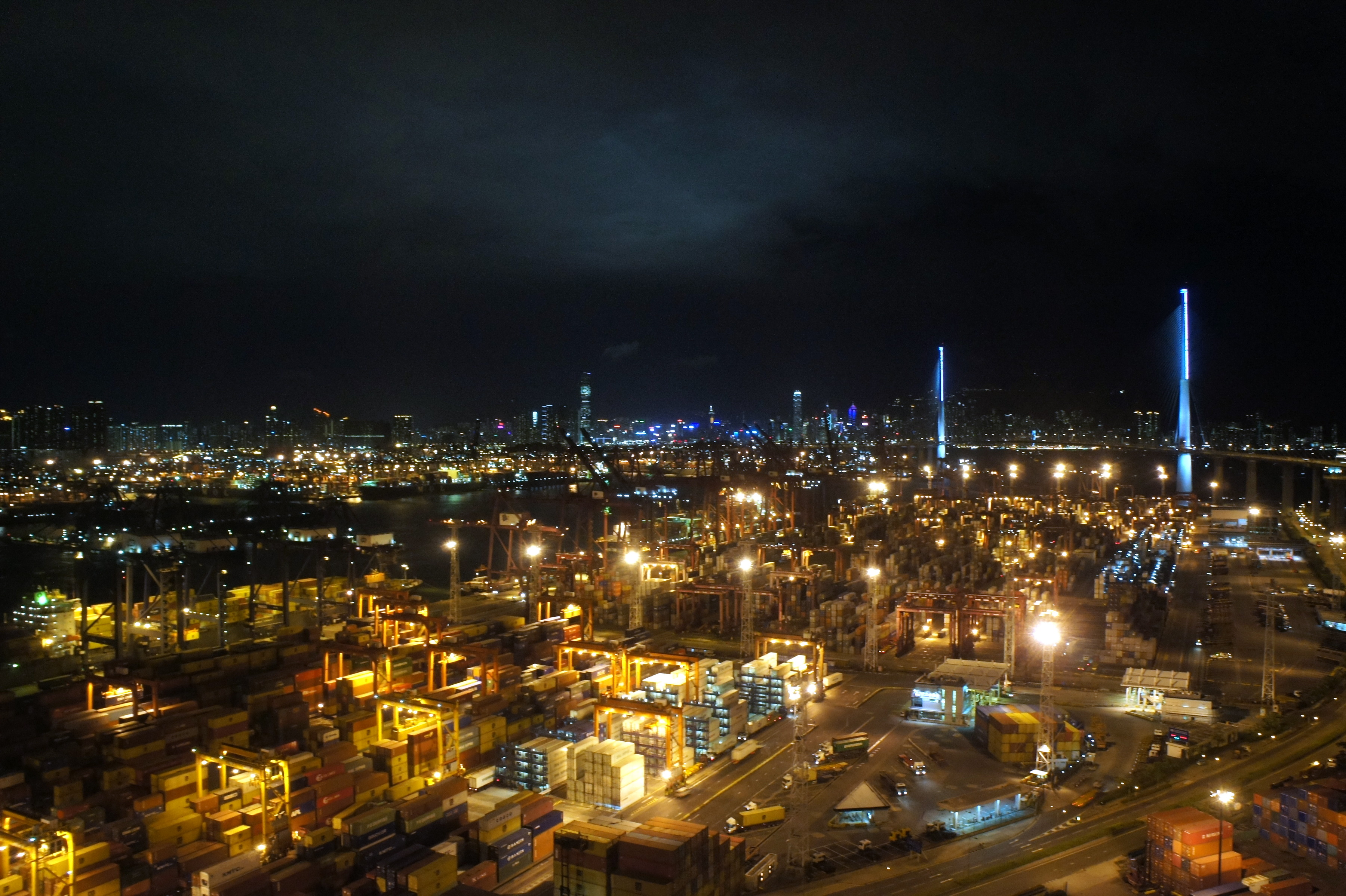
夜の9号コンテナターミナル

葵青コンテナターミナル（きせいコンテナターミナル、中国語：葵青貨櫃碼頭、英語：Kwai Tsing Container Terminal）は香港にあるコンテナターミナルで、新界葵涌と青衣島に集中している。葵涌側で１号コンテナターミナルが1972年に建ち、その約二十年後、8号コンテナターミナルまでこの地区に建った。2000年以降、葵涌に隣接する青衣島において9号コンテナターミナルが建った。
現在葵青コンテナターミナルは合計24コンテナバースとなり、コンテナバースの水深は15.5メートルに達し、1万TEUの大型コンテナ船は寄れるようになった。毎年1900万TEUのコンテナの取扱に達し、約香港全体取扱量の70パーセントを占めている。
九つターミナルが5社のコンテナターミナルオペレーターによって運営されている。5社は現代貨箱碼頭、香港国際貨櫃碼頭、中遠－国際貨櫃碼頭、亜洲貨櫃碼頭と杜拜港貨櫃碼頭。

## コンテナ取扱量
葵青コンテナターミナルは1989年から2004年にかけて、コンテナ取扱量において世界第1位の港湾であった。香港の中国大陸より高い港湾料金や華南港湾からの競争などのせいか、2005年以降、シンガポールに次いで、上海、寧波-舟山、深圳、広州、釜山、青島のコンテナ取扱量が香港を上回り、2019年まで香港の取扱量は第8位に落ちている。

## ターミナルの資料
| コンテナターミナル  | オペレーター      | 水深 （メートル） | バース | 長さ （メートル） | 岸壁クレーン | 面積 （平方メートル） | 取扱量 (千TEU)  | 使用年 |
| ------------------- | ----------------- | ----------------- | ------ | ----------------- | ------------ | --------------------- | --------------- | ------ |
| 葵涌バース          |                   |                   |        |                   |              |                       |                 |        |
| 5号ターミナル       | 現代貨箱碼頭      | 14                | 1      |                   | 6            |                       |                 | 1988   |
| 1号ターミナル       | 現代貨箱碼頭      | 14                | 1      |                   | 4            |                       |                 | 1972   |
| 2号ターミナル       | 現代貨箱碼頭      | 14                | 1      |                   | 4            |                       |                 | 1972   |
| 3号ターミナル       | 杜拜港貨櫃碼頭    | 14                | 1      | 305               | 4            | 167,000               | 1,200超え       | 1972   |
| 4号ターミナル       | 香港国際貨櫃碼頭  | 12.5              | 3      |                   | 8            |                       |                 | 1976   |
| 6号ターミナル       | 香港国際貨櫃碼頭  | 12.5-15.5         | 3      |                   | 11           |                       |                 | 1989   |
| 7号ターミナル       | 香港国際貨櫃碼頭  | 15.5              | 4      |                   | 15           |                       |                 | 1990   |
| 8号ターミナル（東） | 中遠-国際貨櫃碼頭 | 15.5              | 2      | 640               | 9            | 300,000               | 1,800           | 1993   |
| 8号ターミナル（西） | 亜洲貨櫃碼頭      | 15.5              | 2      | 740               | 8            | 285,000               | 2,000超え       | 1993   |
| 青衣バース          |                   |                   |        |                   |              |                       |                 |        |
| 9号ターミナル（北） | 香港国際貨櫃碼頭  | 15.5              | 2      | 700               | 9            | 190,000               | 2,600超え (N&S) | 2003   |
| 9号ターミナル（南） | 現代貨箱碼頭      | 15.5              | 4      | 1,240             | 16           | 490,000               |                 | 2003   |